# Георги Стилиянов
Георги Панталеев Стилиянов е български стоматолог и преподавател, професор, един от основоположниците на ортопедичната стоматология в България.

## Биография
Роден е на 20 май 1896 г. в Търново през. Завършва средно образование в гимназията в родния си град. Следва стоматология в Хале, Германия, където завършва с докторат през 1926 г.
Работи в университета в Хале първо като доброволен, впоследствие като редовен преподавател (асистент и главен асистент).
След завръщането си в България е началник на зъболекарското отделение на Банковата болница (1934 – 1943) и като такъв е личен зъболекар на царското семейство.
През 1943 г. е открит Отделът по зъболекарство в Медицинския факултет на Софийския университет (приемник на който факултет са днешните Медицински факултет на СУ и Медицински университет в София). Там Стилиянов е избран за доцент и ръководител на Катедрата по ортопедична стоматология (днес Катедра по протетична дентална медицина в МУС), която ръководи до 1959 г. Професор е от 1946 г. Умира на 21 март 1979 г. в София.
Въвежда нови методи, технологии и материали в зъбопротезирането – частично армирана скелетирана протеза, модификация на прозрачна корона и други.
Автор е на 5 монографии и на повече от 30 публикации в специализирани издания в страната и чужбина.